# Luis Eduardo Aute
Luis Eduardo Aute Gutiérrez (13. září 1943, Manila, Filipíny - 4. dubna 2020, Madrid, Španělsko) byl španělský zpěvák a kytarista.
Narodil se ve filipínské Manile. Jeho otcem byl Katalánec, který zde již od roku 1919 pracoval v tabákové firmě, a matkou Filipínka španělského původu. Do Španělska poprvé zavítal ve svých osmi letech. Trvale se zde usadil v roce 1954. Své první album nazvané Diálogos de Rodrigo y Gimena vydal v roce 1968. Později vydal řadu dalších alb. Rovněž publikoval několik básnických sbírek.